# 岩盤浴

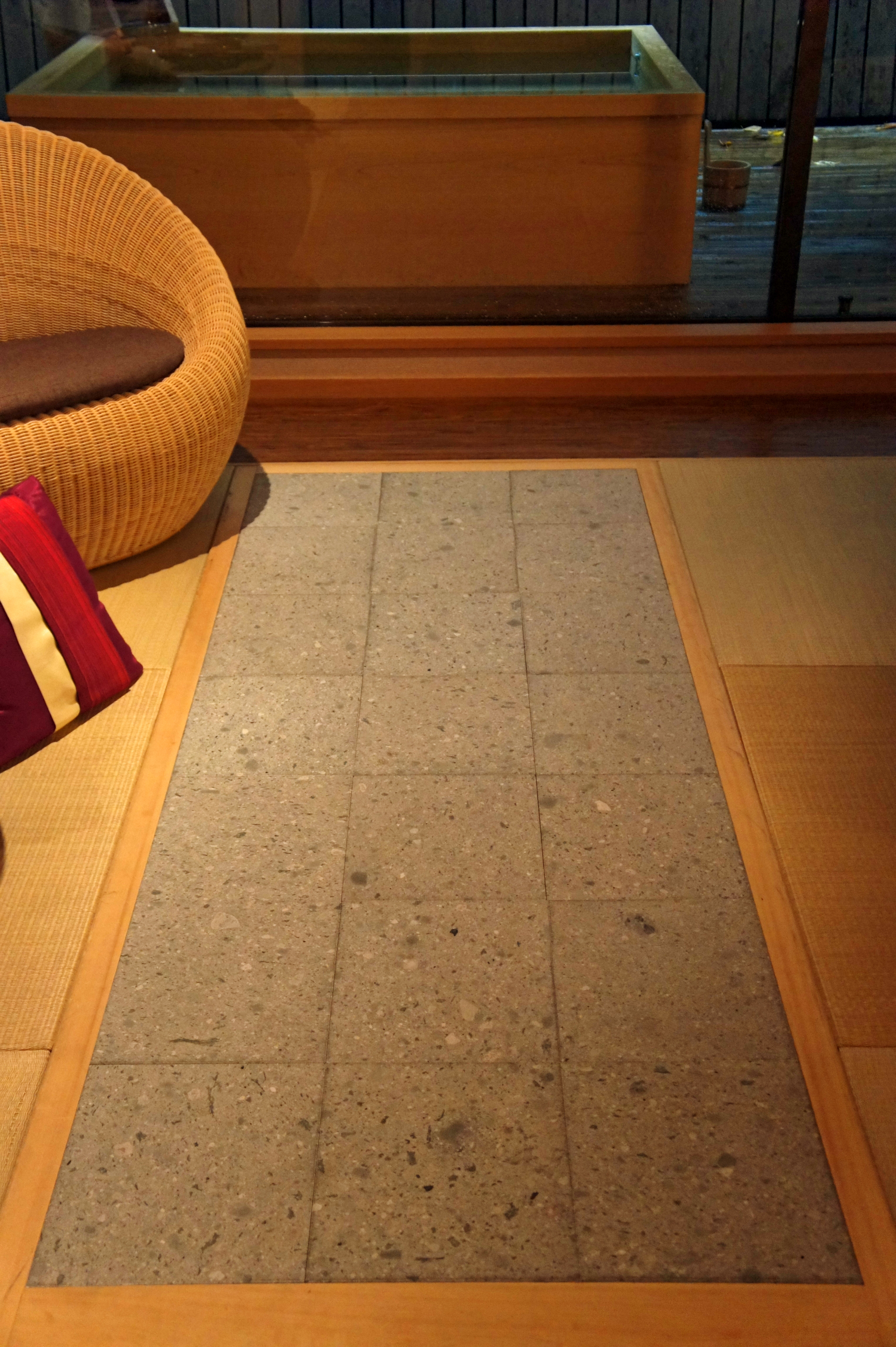
旅館客室の岩盤浴の床

岩盤浴（がんばんよく）とは、湿度が高く室温40度程度の部屋で、温められた石の上に横になり、岩盤から発する遠赤外線などの温熱効果を得る入浴方法で、汗をかく。天然の浴場では秋田県の玉川温泉が元祖とされる。温泉より負担が少なく、サウナより温度は低い。岩石にはブラックシリカ、ゲルマニウム、貴宝石FU 、天照石などが使われる。遠赤外線が放射されているとされるが、皮膚表面に届くのみである。リラクゼーション効果がある。1年間の継続的な使用で血糖値が改善したという研究がある。2006年を頂点として2000年代にブームとなり岩盤浴専門店が増加したがブームは去り、その後はスーパー銭湯内の岩盤浴併設が増えた。

## 利用法
床に敷き詰めた天然石を、温水もしくは電熱により加熱し、発生する遠赤外線を利用した温熱施設である。利用者は、作務衣等の浴衣を身につけ、バスタオル等を床に敷いて、その上に20～30分横たわる。床面からの輻射熱によって全身くまなく温め、発汗をもたらす。浴室の温度が40℃前後と低温で過ごし易く、女性や高齢者が無理なく利用できる。
事前、事後に水分補給をしっかり行う。

## 歴史

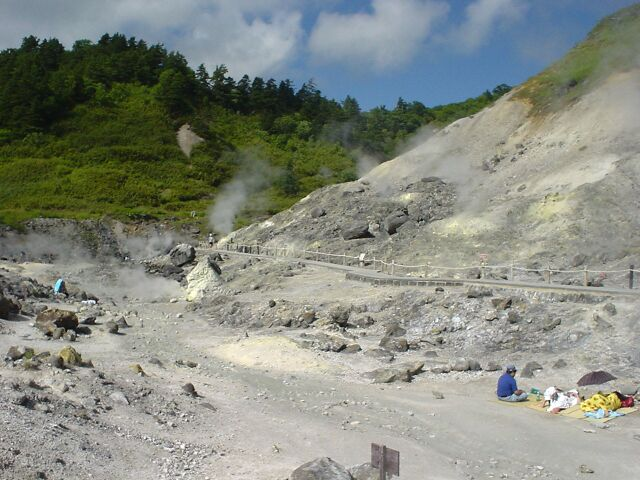
玉川温泉地獄地帯と岩盤浴

日本では玉川温泉が元祖とされ、世界的に古くからあり中国では温石療法と呼ばれる。玉川温泉では地熱で温まった露出した北投石の岩盤に人々が横たわっており、現代的な施設では室温40度前後の部屋で暖められた岩盤に横たわる。
2001年6月、宮城県気仙沼市に登場して以降、岩手県、北海道、そして、当初使用した石が宮崎県高千穂産であったことから、九州各地へと広がりをみせた。その後、地方で発生したブームが大都市へと波及する特異なかたちで、東京、大阪、名古屋などで大小入り乱れて、岩盤浴専門店が乱立するようになった。公衆浴場の経営が未経験の業者がほとんどで、中には保健所の許可を取得せぬまま開業している店舗も見うけられた。当初は女性専用を中心とした岩盤浴専門店が全国各地で急速に出店され、ピーク時は2000店近く増えた。
ブームがピークに達した2006年9月、小学館発行の週刊誌『週刊ポスト』が、岩盤浴室の衛生問題を告発する記事を3週連続で掲載し、岩盤浴事業者に深刻な打撃を与えた。これに対し、九州・中国地方の経営者9人が小学館（ポスト）、光文社（女性自身）を提訴し、衛生上問題となる数値ではなく、検出されなかった細菌が検出されたようにも報じたと訴えた「岩盤浴の記事巡り施設経営者ら、小学館などを提訴」『読売新聞西部 朝刊』20071-31、30面。（また公衆浴場法においては一般細菌や真菌の衛生基準値は定められていない）。2009年時点では、岩盤浴は特に30-40代の女性に支持され根強い人気があるとされている。
小規模の岩盤浴専門店は急速に減っていき、その一方で、スーパー銭湯に併設されるケースが増えている。岩盤浴専門店は減り、大型施設のなかの人気コンテンツとして定着。ミストサウナや塩サウナなど低温サウナの一つとして位置づけられる。特にフィットネスクラブや温浴施設、ホテルやエステなどデイスパと呼ばれる日帰り利用可能、都度払い可能な施設に取り込まれ、導入されている。

## 効果
岩盤浴により皮膚表面温度や皮膚血流量は増加する。
岩盤浴に使われる岩石には、ブラックシリカ、ゲルマニウム、貴宝石FU 、天照石などが使われ、それぞれ特性や安全であることは似通っているが、このうち貴宝石のみ放射率が0.9を超えており、これを特徴とする場合もある。天然であったり人工的に混合されたものも用いられる。岩盤浴から放出される遠赤外線は、そうした遠赤外線放射体からできた天然の岩盤浴用の岩石からは4μmから14μmの範囲で放出され、人間での約9.3μmに近く、そのような波長では人間の皮膚表面から0.2mm程度まで入り人体に吸収され、人体の分子を揺らし減衰することで熱に変換され、温熱効果を生み出す。（放射線を発する玉川温泉の特殊な岩石については、北投石を参照）
主観的なアンケートでは、肌がきれいになったというものが最も多く、気持ちがいい、体が軽いと言った回答が見られリラクゼーション効果を得ることが多いと考えられる。緊張・不安、怒りなどの評価は、岩盤浴後に統計的に有意に減少したが、この試験は比較対照群がなく岩盤浴でのみ起こるのかは不明である。
週2回の岩盤浴を1年間行い、健康な者では変動はないが、2型糖尿病の者では血糖値などの指標を改善した。研究主任の岡山大学大学院保健学研究科教授の上者（じょうじゃ）郁夫は、自身の岩盤浴体験で花粉症の症状緩和を感じたことから研究に着手、温熱効果で活発化する熱ショックタンパク質 (HSP) に着目し、花粉症などアレルギー疾患にも効果があるのではとコメントしている。

### 安全性
温泉入浴と比較して、岩盤浴は体への負担が少ない。またサウナより温度は低いが、高齢者で熱中症となった例があり、十分に水分を補給し無理をせず、監視体制も重要である。

## 衛生
公衆浴場法では、｢その他の公衆浴場｣に分類される。日本サウナスパ協会による自主基準では、岩盤の浴室内は毎日清掃し常に衛生的に維持管理するとともに月に一度以上消毒することとされる。
熱線などによる乾燥作用は、ダニなど害虫を忌避するが細菌の殺傷能力はない。高温多湿だが衛生管理を徹底すればそれほど難しくなく衛生面はクリアできる。